# Epigeneium macropodum
Epigeneium macropodum là một loài thực vật có hoa trong họ Lan. Loài này được (Hook.f.) Summerh. mô tả khoa học đầu tiên năm 1957.